# 松本市立四賀小学校
松本市立四賀小学校（まつもとしりつしがしょうがっこう）は長野県松本市会田にある小学校。2013年4月に同市四賀地区の4つの小学校を統廃合して開校した。

## 統廃合の経緯
四賀村では昭和の大合併以前の旧村単位での小学校を存続させ、松本市編入後もそれを継承して来たが、児童数の減少などから、2010年度（平成22年度）をもって四賀地区の4小学校（松本市立会田小学校、松本市立中川小学校、松本市立五常小学校、松本市立錦部小学校）を2011年3月に閉校し、同年4月からは「松本市立四賀小学校」として統合する予定であった。
しかし、四賀小学校建設予定地であった殿村遺跡から中世居館の石垣が出土し、学術調査の結果、遺跡の保存が決定されたため、小学校は代替地に建てられることとなった。これにより、統廃合は予定より2年延長された2012年度（平成24年度）の2013年3月に見送られた。

## 沿革
- 2013年4月 - 松本市立会田小学校、松本市立五常小学校、松本市立中川小学校、松本市立錦部小学校の統廃合により開校。

## 周辺
- 松本市立会田中学校
- 松本市四賀支所